# Учеватиха
Учеватиха — деревня в Дальнеконстантиновском районе Нижегородской области. Входит в состав Сарлейского сельсовета.

## География
Деревня находится на расстоянии 5 км к северо-западу от посёлка Дальнее Константиново, административного центра района, и 61 км к югу от города Нижний Новгород, административного центра области.

## История
В «Списке населенных мест» Нижегородской губернии по данным за 1859 год значится как владельческая деревня при речке Печесе в 60 верстах от Нижнего Новгорода. В деревне насчитывалось 33 двора и проживало 164 человека (80 мужчин и 84 женщины). В национальном составе населения преобладали терюхане.

## Население
| 2002 | 2010 |
| ---- | ---- |
| 1    | ↘0   |

### Национальный состав
Согласно результатам переписи 2002 года, в деревне проживал один житель русской национальности.

## Улицы
В деревне имеется одна улица — Первомайская.